# Dakh Daughters
Dakh Daughters est un groupe musical et théâtral ukrainien, originaire de Kiev. Issu de la compagnie théâtrale du même nom créée à Kyïv, le groupe féminin de sept membres varie les instruments et les langues chantées. Elles s'inscrivent dans l'héritage du cabaret punk.
Plusieurs membres des Dakh Daughters font aussi partie du projet DakhaBrakha.

## Histoire
Dakh Daughters ont joué dans diverses villes ukrainiennes, ainsi qu’à l'étranger (Pologne, France, Russie...). Elles ont joué dans plusieurs festivals en Ukraine, comme le Zakhid près de Lviv et le GogolFest (Гогольфест) de Kiev, et en Europe comme au Festival des Vieilles Charrues. Elles ont aussi participé au ZakhidFest et au festival des films muets à Odessa. 
L’histoire de Dakh Daughters commence au GogolFest en 2012 comme un projet pilote spécial, puis elles ont joué au théâtre parisien Le Monfort. Au départ non politique, le groupe a fait un clip sur la place de l'Indépendance à Kiev pendant les évènements d'Euromaïdan en décembre 2013. En 2014, le groupe fait une tournée importante en France et se produit notamment au Théâtre des Bouffes-du-Nord. En 2016, elles participent à la création d'Antigone, d'après Sophocle et Bertolt Brecht, monté par Lucie Berelowitsch, spectacle créé en Ukraine en 2015 dans le cadre du printemps français à Kiev, puis joué en France.
En 2022, depuis Kiev, menacée par l'invasion russe, Ruslana Khazipov lance un appel à la mobilisation internationale. Avec Vlad Troitsky, elle participe au mouvement de mobilisation et d'alerte pour le soutien à la culture ukrainienne.

## Style
Elles s'inscrivent dans l'héritage du cabaret punk ou du « freak-cabaret » tout en incluant des éléments de rap ou de musique traditionnelle ukrainienne. Les participantes de la troupe manient plusieurs instruments : contrebasse, violoncelle, piano, maracas, guitare, violon, batterie, xylophone, accordéon, harmonica et tambourin (au total quinze instruments).
Elles utilisent parfois les textes originaux d'auteurs reconnus comme Taras Chevtchenko, Joseph Brodsky, Charles Bukowski ou l'absurdiste Alexandre Vvedenski. Elles ont également repris le sonnet 35 de William Shakespeare dans le morceau Rozy / Donbass, ce qui les a fait connaître à un plus large public.
La garde-robe étant un élément important du théâtre, leur spectacle commence par l'apparition provocatrice des artistes dans leurs costumes de scène dans le style Serdutchka (chanteur-travesti ukrainien). Les chanteuses changent d’instruments, de styles et de langue. Dans leur performance elles ont donné une nouvelle interprétation et même une vie nouvelle à des poèmes connus de Chevtchenko et de Lessia Oukraïnka.

## Distinctions
- Prix du Syndicat de la critique 2023 : meilleur compositeur de musique de scène pour Danse macabre